# IC 1459
IC 1459 ist eine Elliptische Galaxie mit aktivem Galaxienkern vom Hubble-Typ E3 im Sternbild Kranich am Südsternhimmel. Sie ist schätzungsweise 81 Millionen Lichtjahre von der Milchstraße entfernt und hat einen Durchmesser von etwa 125.000 Lichtjahren.
 
Gemeinsam mit NGC 7418, NGC 7421, IC 5270, PGC 70070 und PGC 70253 bildet sie die IC 1459-Gruppe.
Das Objekt wurde im Jahr 1892 von Edward Barnard entdeckt.

## NGC IC 1459-Gruppe (LGG 466)
| Galaxie   | Alternativname | Entfernung/Mio. Lj |
| --------- | -------------- | ------------------ |
| IC 1459   | PGC 70090      | 81                 |
| IC 5270   | PGC 70117      | 89                 |
| NGC 7418  | PGC 70069      | 65                 |
| NGC 7421  | PGC 70083      | 80                 |
| PGC 70070 | IC 5269B       | 75                 |
| PGC 70253 | IC 5269C       | 80                 |